# Filomena Cautela
Filomena José Dias Fernandes  Cautela (Lisszabon, 1984. december 16. –) portugál színésznő és televíziós műsorvezető.

## Karrier
2018.  január 8-án bejelentettek, hogy Filomena Cautela, Sílvia Alberto, Daniela Ruah és Catarina Furtado lesznek a 2018-as Eurovíziós Dalfesztivál műsorvezetői Lisszabonban.

## Filmográfia
- 2004: Quinta dos Anjos
- 2004: Anita na Praia
- 2005: Viúva Rica Solteira Não Fica
- 2009: O Destino do Sr. Sousa
- 2009: Night Shop
- 2012: Videovigilância